# Gare de Fourmies
Gare de Fourmies vasútállomás Franciaországban, Fourmies településen.

## Vasútvonalak
Az állomást az alábbi vasútvonalak érintik:
- Fives-Hirson-vasútvonal
- Maubeuge-Fourmies rail line

## Kapcsolódó állomások
A vasútállomáshoz az alábbi állomások vannak a legközelebb:
- Gare de Sains-du-Nord
- Gare d’Anor